# YuLeS
 (octobre 2021).
Si vous disposez d'ouvrages ou d'articles de référence ou si vous connaissez des sites web de qualité traitant du thème abordé ici, merci de compléter l'article en donnant les références utiles à sa vérifiabilité et en les liant à la section « Notes et références ».
YuLeS est un groupe pop français chantant en anglais formé en 1999.

## Histoire
YuLeS est formé par deux frères, Bertrand et Guillaume Charret, en 1999 à Lure, dans la Haute-Saône. Après plusieurs EP autoproduits, Yules signe en édition chez WTPL Music et leur premier album intitulé The Release sort nationalement en octobre 2007 chez Booster. Salué par la critique (comme Télérama et Les Inrockuptibles), ce disque est un recueil de chansons entre folk moderne et musique pop. Le titre Desperation Land est un single influencé par l'Ouest américain. L'album est ressorti en septembre 2008 agrémenté d'une nouvelle pochette et de deux titres bonus.
Pendant l'été 2009, un titre inédit est parfois utilisé sur France Inter durant les Nuits de l'été. Il s'agit d'un edit instrumental spécialement réalisé pour l'occasion du titre Everlasting Child, dont l'original figure sur le second album du groupe.
L'album Strike A Balance est sorti le 25 octobre 2010. Le premier single est le titre qui ouvre l'album Absolute Believer dont le clip a pour particularité d'être un des premiers clips tournés en 3D.
En 2014, 23 ans après sa sortie, Yules revisite l'album mythique de Leonard Cohen, I'm Your Man, sans synthétiseurs et avec un quatuor à cordes composés de professeurs du conservatoire de Montbéliard (Célia Ballester et Caroline Lamboley aux violons, Françoise Temperman à l'alto et Sébastien Robert au cello).

### Influences
Simon and Garfunkel, Randy Newman, Elvis Costello, Paul McCartney et plus récemment The Shins, Ron Sexsmith, Kings of Convenience et Radiohead entre autres, la musique de Yules puise ses influences dans un mélange de style que l'on appelle Americana mais aussi plus largement dans le mouvement folk et sans oublier la musique pop.
À l'instar de James Mercer (en), les paroles des chansons tiennent leur précision et leur couleur poétique de la littérature anglo-saxonne et des grands songwriter tels que Leonard Cohen et Jackson Browne.

### Concerts
YuLeS s'est produit aux côtés de Shearwater, J. Tillman, Calexico, Nits, Moriarty, Patrick Watson, Diving with Andy, Tom McRae, Arab Strap, Buck 65, Arthur H, Yodelice, Ilene Barnes...
On a pu les voir aux Eurockéennes de Belfort en 2008 et 2013, au Kulturbrauerei de Berlin en 2009, mais aussi sur plusieurs scènes parisiennes à L'Européen, au Nouveau Casino, à L'Alhambra, au Glazart, au Point Éphémère pour le Rock Battle Ray-Ban organisé par le concours Ceux qu'il faut découvrir, La Flèche d'Or, Le Zèbre de Belleville...